# Corhiza fascicularis
Corhiza fascicularis är en nässeldjursart som först beskrevs av George James Allman 1883.  Corhiza fascicularis ingår i släktet Corhiza och familjen Halopterididae. Inga underarter finns listade i Catalogue of Life.